# Frederick Hird
Frederick Sylvester „Fred“ Hird (* 6. Dezember 1879 in New Diggings, Wisconsin; † 27. September 1952 in Des Moines, Iowa) war ein US-amerikanischer Sportschütze.

## Erfolge
Frederick Hird nahm an den Olympischen Spielen 1912 in Stockholm und 1920 in Antwerpen teil. 1912 ging er in sieben Disziplinen an den Start und gewann dabei drei Medaillen. Im Wettbewerb mit dem Kleinkalibergewehr über 25 m auf ein verschwindendes Ziel wurde er in der Mannschaftskonkurrenz neben William Leushner, William McDonnell und Warren Sprout ebenso Dritter wie auch in der Liegend-Position mit dem Kleinkaliber an der Seite von William Leushner, Carl Osburn und Warren Sprout. In den Einzelwettbewerben belegte er auf das verschwindende Ziel Rang acht, während er im liegenden Anschlag seinen größten Erfolg schaffte. Mit 194 Punkten war er der beste Schütze des Wettbewerbs und wurde somit Olympiasieger vor William Milne und Harry Burt. Bei den Einzelwettkämpfen mit den verschiedenen Gewehrtypen gelangen ihm nur hintere Platzierungen. Bei den Spielen 1920 startete er nur im Liegend-Anschlag mit dem Armeegewehr und erreichte mit 55 Punkten keinen Platz im vorderen Ergebnisbereich.
Bereits in seiner Jugend betätigte sich Hird als professioneller Boxer und semiprofessioneller Baseballspieler. Von 1900 bis 1943 diente er in der Iowa National Guard und stieg bis zum Ende seiner Laufbahn zum Lieutenant Colonel auf. Er nahm aktiv am Ersten Weltkrieg teil. Von 1928 bis 1936 war er für zwei Amtszeiten US Marshal in Süd-Iowa. Später arbeitete er als Special Agent für den Attorney General von Iowa.